# Lamar Hunt U.S. Open Cup
Lamar Hunt U.S. Open Cup este competiția fotbalistică de cupă națională din Statele Unite.

## Era AFA

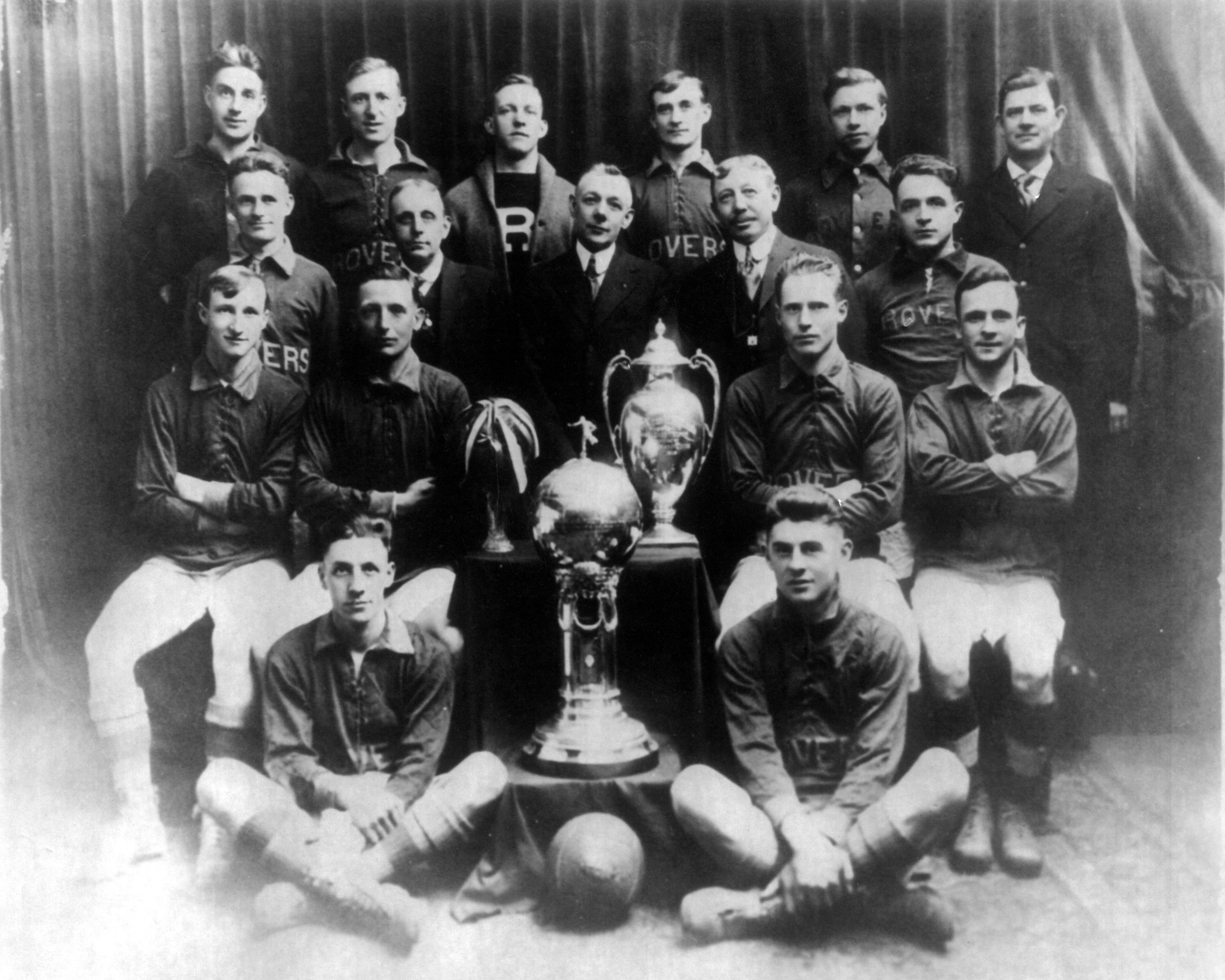
Fall River Rovers au fost printre puținele cluburi care au câștigat atât National Challenge Cup, cât și Cupa Americană.

Înainte de crearea Federației de fotbal din Statele Unite ale Americii, fotbalul în Statele Unite era organizat la nivel regional, fără ca niciun organism de conducere să treacă cu vederea ligile regionale de fotbal. Primul organism organizator non-liga din Statele Unite a fost Asociația Americană de Fotbal (AFA), care s-a înființat în 1884. AFA a căutat să standardizeze regulile pentru echipele care concurează în nordul [ [New Jersey]] și sudul New York-ului. În doi ani, această regiune a început să se extindă pentru a include echipe din Pennsylvania și Massachusetts.
La un an de la înființare, AFA a organizat prima cupă non-liga din istoria fotbalului american, cunoscută sub numele de Cupa Americană. Cluburile din New Jersey și Massachusetts au dominat primii doisprezece ani. Abia în 1897, un club din afara acelor două state a câștigat Cupa Americii. Philadelphia Manz a adus titlul în Pennsylvania pentru prima dată. Din cauza conflictelor interne din cadrul AFA, cupa a fost suspendată în 1899 și nu a fost reluată decât în 1906. Conflictele din cadrul AFA au dus la o mișcare de creare a unui organism cu adevărat național care să supravegheze fotbalul american. Bazându-se atât pe poziția sa de cea mai veche organizație de fotbal, cât și pe statutul Cupei Americane, AFA a susținut că ar trebui să fie organismul recunoscut la nivel național.
În octombrie 1911, a fost creat un organism concurent, American Amateur Football Association (AAFA). Asociația sa răspândit rapid în afara Nord-Est și și-a creat propria cupă în 1912, Cupa Asociației Americane de Fotbal Amatori. În acel an, atât AFA, cât și AAFA au solicitat aderarea la FIFA, organismul internațional de conducere al fotbalului. În 1913, AAFA a câștigat un avantaj față de AFA când mai multe organizații AFA s-au mutat la AAFA. La 5 aprilie 1913, AAFA s-a reorganizat ca Asociația de Fotbal al Statelor Unite ale Americii, cunoscută în prezent ca Federația Statelor Unite de Fotbal. FIFA a acordat rapid o calitate de membru provizoriu și USFA a început să-și exercite influența asupra sportului. Acest lucru a dus la înființarea National Challenge Cup în toamna aceea. National Challenge Cup a crescut rapid pentru a umbri Cupa Americană. Cu toate acestea, ambele cupe s-au jucat simultan în următorii zece ani. Scăderea respectului pentru AFA a dus la retragerea mai multor asociații din cupa sa în 1917. O competiție ulterioară a venit în 1924, când USFA a creat Cupa națională a amatorilor. Asta a marcat semnul morții pentru Cupa Americană. A jucat ultimul sezon în 1924.

#### U.S. Open Cup (1914–prezent)

##### Epoca istorică
| An   | Campioni (tot)                       | Score                | Locul 2                               | Stadion                                                    | Locația                                                         | Spectatori         |
| ---- | ------------------------------------ | -------------------- | ------------------------------------- | ---------------------------------------------------------- | --------------------------------------------------------------- | ------------------ |
| 1914 | Brooklyn Field Club                  | 2–1                  | Brooklyn Celtic                       | Coates Field                                               | Pawtucket, Rhode Island                                         | 10,000             |
| 1915 | Bethlehem Steel F.C.                 | 3–1                  | Brooklyn Celtic                       | Taylor Field                                               | Bethlehem, Pennsylvania                                         | 7,500              |
| 1916 | Bethlehem Steel F.C. (2)             | 1–0                  | Fall River Rovers                     | Coates Field                                               | Pawtucket, Rhode Island                                         | 10,000             |
| 1917 | Fall River Rovers                    | 1–0                  | Bethlehem Steel F.C.                  | Coates Field                                               | Pawtucket, Rhode Island                                         | 7,000              |
| 1918 | Bethlehem Steel F.C. (3)             | 2–2 (a.e.t.) 3–0     | Fall River Rovers                     | Coates Field Federal League Grounds                        | Pawtucket, Rhode Island Harrison, New Jersey                    | 13,000 10,000      |
| 1919 | Bethlehem Steel F.C. (4)             | 2–0                  | Paterson F.C.                         | Athletic Field                                             | Fall River, Massachusetts                                       | 9,000              |
| 1920 | Ben Millers                          | 2–1                  | Fore River                            | Handlan's Park                                             | St. Louis, Missouri                                             | 12,000             |
| 1921 | Brooklyn Robins Dry Dock             | 4–2                  | St. Louis Scullin Steel F.C.          | Athletic Field                                             | Fall River, Massachusetts                                       | 6,000              |
| 1922 | St. Louis Scullin Steel F.C.         | 3–2                  | Todd Shipyard                         | High School Field                                          | St. Louis, Missouri                                             | 8,568              |
| 1923 | Paterson F.C.                        | 2–2 (a.e.t.)         | St. Louis Scullin Steel F.C.          | Federal League Grounds                                     | Harrison, New Jersey                                            | 15,000             |
| 1924 | Fall River F.C.                      | 4–2                  | St. Louis Vesper Buick                | High School Field                                          | St. Louis, Missouri                                             | 14,000             |
| 1925 | Shawsheen Indians                    | 3–0                  | Chicago Canadian Club                 | Mark's Stadium                                             | North Tiverton, Rhode Island                                    | 2,500              |
| 1926 | Bethlehem Steel F.C. (5)             | 7–2                  | Ben Millers                           | Ebbets Field                                               | Brooklyn, New York                                              | 18,000             |
| 1927 | Fall River F.C. (2)                  | 7–0                  | Holley Carburetor F.C.                | University of Detroit Stadium                              | Detroit                                                         | 10,000             |
| 1928 | New York Nationals                   | 1–1 (a.e.t.) 3–0     | Chicago Bricklayers                   | Polo Grounds Soldier Field                                 | New York City Chicago                                           | 16,000 15,000      |
| 1929 | New York Hakoah                      | 2–0 3–0              | St. Louis Madison Kennel              | Sportsman's Park Dexter Park                               | St. Louis, Missouri Woodhaven, New York                         | 15,000 21,583      |
| 1930 | Fall River F.C. (3)                  | 7–2 2–1              | Cleveland Bruell Insurance            | Polo Grounds Luna Park                                     | New York City Cleveland                                         | 10,000 3,500       |
| 1931 | Fall River F.C. (4)                  | 6–2 1–1 2–0          | Chicago Bricklayers                   | Polo Grounds Mills Stadium Sparta Field                    | New York City Chicago                                           | 12,000 8,000 4,500 |
| 1932 | New Bedford Whalers                  | 3–3 5–2              | Stix, Baer and Fuller F.C.            | Sportsman's Park                                           | St. Louis, Missouri                                             | 7,181 7,371        |
| 1933 | Stix, Baer and Fuller F.C.           | 1–0 2–1              | New York Americans                    | Sportsman's Park Starlight Park                            | St. Louis, Missouri Bronx, New York                             | 15,200 4,200       |
| 1934 | Stix, Baer and Fuller F.C. (2)       | 4–2 (a.e.t.) 2–3 5–0 | Pawtucket Rangers                     | Walsh Memorial Stadium Coates Field Walsh Memorial Stadium | St. Louis, Missouri Pawtucket, Rhode Island St. Louis, Missouri | 7,122 4,500 7,657  |
| 1935 | St. Louis Central Breweries (3)      | 5–2 1–1 (a.e.t.) 1–3 | Pawtucket Rangers                     | Walsh Memorial Stadium Coates Field Newark School Stadium  | St. Louis Missouri Pawtucket, Rhode Island Newark, New Jersey   | 4,500 4,000 3,000  |
| 1936 | Philadelphia German-Americans        | 2–2 3–0              | St. Louis Shamrocks                   | Walsh Memorial Stadium Rifle Club Grounds                  | St Louis, Missouri Philadelphia                                 | 3,400 8,000        |
| 1937 | New York Americans                   | 0–1 4–2              | St. Louis Shamrocks                   | Public Schools Stadium Starlight Park                      | St. Louis, Missouri Bronx, New York                             | 5,083 6,000        |
| 1938 | Chicago Sparta                       | 3–0 3–2              | Brooklyn St. Mary's Celtic            | Sparta Stadium Starlight Park                              | Chicago Bronx, New York                                         | 4,000 10,000       |
| 1939 | Brooklyn St. Mary's Celtic           | 1–0 4–1              | Chicago Manhattan Beer                | Sparta Stadium Starlight Park                              | Chicago Bronx, New York                                         | 5,000 8,000        |
| 1940 | Baltimore S.C. & Chicago Sparta (2)  | 0–0 2–2 d.p.         | co-champions                          | Bugle Field Sparta Stadium                                 | Baltimore Chicago                                               | N/A                |
| 1941 | Pawtucket F.C.                       | 4–2 4–3 d.p.         | Detroit Chrysler                      | N/A                                                        | Pawtucket, Rhode Island Detroit                                 | N/A                |
| 1942 | Pittsburgh Gallatin                  | 2–1 4–2              | Pawtucket F.C.                        | Legion Field Coates Field                                  | Donora, Pennsylvania Pawtucket, Rhode Island                    | N/A                |
| 1943 | Brooklyn Hispano                     | 2–2 d.p. 3–2         | Morgan Strasser                       | Starlight Park                                             | Bronx, New York                                                 | N/A                |
| 1944 | Brooklyn Hispano (2)                 | 4–0                  | Morgan Strasser                       | Polo Grounds                                               | New York City                                                   | N/A                |
| 1945 | Brookhattan                          | 4–1 2–1              | Cleveland Americans                   | Starlight Park Shaw Field                                  | Bronx, New York Cleveland, Ohio                                 | N/A                |
| 1946 | Chicago Viking A.A.                  | 1–1 2–1              | Ponta Delgada S.C.                    | Mark's Stadium Comiskey Park                               | North Tiverton, Rhode Island Chicago                            | N/A                |
| 1947 | Ponta Delgada S.C.                   | 6–1 3–2              | Chicago Sparta                        | N/A Sparta Stadium                                         | Fall River, Massachusetts Chicago                               | N/A                |
| 1948 | St. Louis Simpkins-Ford              | 3–2                  | Brookhattan-Galicia                   | Sportsman's Park                                           | St. Louis, Missouri                                             | 2,226              |
| 1949 | Morgan Strasser                      | 0–1 4–2              | Philadelphia Nationals                | Holmes Stadium Bridgeville Park                            | Philadelphia Pittsburgh                                         | N/A 1,000          |
| 1950 | St. Louis Simpkins-Ford (2)          | 2–0 1–1              | Ponta Delgada S.C.                    | N/A                                                        | St. Louis, Missouri Tiverton, Rhode Island                      | N/A                |
| 1951 | New York German-Hungarians           | 2–4 6–2 d.p.         | Heidelberg S.C.                       | N/A Metropolitan Oval                                      | Pittsburgh Queens, New York                                     | N/A                |
| 1952 | Harmarville Hurricanes               | 3–4 4–1 d.p.         | Philadelphia Nationals                | N/A                                                        | Philadelphia Harmarville, Pennsylvania                          | N/A                |
| 1953 | Chicago Falcons                      | 2–0 1–0              | Harmarville Hurricanes                | Sparta Stadium N/A                                         | Chicago Harmarville, Pennsylvania                               | N/A                |
| 1954 | New York Americans (2)               | 1–1 2–0              | St. Louis Kutis S.C.                  | N/A Triborough Stadium                                     | St. Louis, Missouri Randall's Island, New York                  | N/A                |
| 1955 | S.C. Eintracht                       | 2–0                  | Los Angeles Danes                     | Rancho La Cienega Stadium                                  | Los Angeles                                                     | N/A                |
| 1956 | Harmarville Hurricanes (2)           | 0–1 3–1 d.p.         | Chicago Schwaben                      | N/A                                                        | Chicago Harmarville, Pennsylvania                               | N/A                |
| 1957 | St. Louis Kutis S.C.                 | 3–0 3–1              | New York Hakoah                       | N/A Zerega Oval                                            | St. Louis, Missouri Bronx, New York                             | N/A                |
| 1958 | Los Angeles Kickers                  | 2–1 d.p.             | Baltimore Pompei                      | N/A                                                        | Baltimore, Maryland                                             | N/A                |
| 1959 | McIlvaine Canvasbacks                | 4–3                  | Fall River S.C.                       | Rancho La Cienega Stadium                                  | Los Angeles                                                     | N/A                |
| 1960 | Philadelphia Ukrainian Nationals     | 5–3 d.p.             | Los Angeles Kickers                   | Edison Field                                               | Philadelphia                                                    | N/A                |
| 1961 | Philadelphia Ukrainian Nationals (2) | 2–2 5–2              | Los Angeles Scots                     | Rancho La Cienega Stadium N/A                              | Los Angeles Philadelphia                                        | N/A                |
| 1962 | New York Hungaria                    | 3–2                  | San Francisco Scots                   | Eintracht Oval                                             | New York City                                                   | N/A                |
| 1963 | Philadelphia Ukrainian Nationals (3) | 1–0 d.p.             | Los Angeles Armenians                 | N/A                                                        | Philadelphia                                                    | N/A                |
| 1964 | Los Angeles Kickers (2)              | 2–2 d.p. 2–0         | Philadelphia Ukrainian Nationals      | Cambria Field Wrigley Field                                | Philadelphia Los Angeles                                        | N/A                |
| 1965 | New York Ukrainians                  | 1–1 4–1 d.p.         | Chicago Hansa                         | Ukrainians Field Hanson Stadium                            | New York City Chicago                                           | N/A                |
| 1966 | Philadelphia Ukrainian Nationals (4) | 1–0 3–0              | Orange County SC                      | Rancho La Cienega Stadium N/A                              | Los Angeles Philadelphia                                        | N/A                |
| 1967 | Greek American AA                    | 4–2                  | Orange County SC                      | Eintracht Oval                                             | New York City                                                   | 2,500              |
| 1968 | Greek American AA (2)                | 1–1 1–0              | Chicago Olympic                       | Hanson Stadium Eintracht Oval                              | Chicago New York City                                           | N/A                |
| 1969 | Greek American AA (3)                | 1–0                  | Montabello Armenians                  | N/A                                                        | N/A                                                             | N/A                |
| 1970 | Elizabeth S.C.                       | 2–1                  | Los Angeles Croatia                   | N/A                                                        | N/A                                                             | N/A                |
| 1971 | New York Hota                        | 6–4 d.p.             | San Pedro Yugoslavs                   | N/A                                                        | N/A                                                             | N/A                |
| 1972 | Elizabeth S.C. (2)                   | 1–0                  | San Pedro Yugoslavs                   | N/A                                                        | N/A                                                             | N/A                |
| 1973 | Maccabi Los Angeles                  | 5–3 d.p.             | Cleveland Inter                       | Rancho La Cienega Stadium                                  | Los Angeles                                                     | N/A                |
| 1974 | Greek American AA (4)                | 2–0                  | Chicago Croatian                      | N/A                                                        | N/A                                                             | N/A                |
| 1975 | Maccabi Los Angeles (2)              | 1–0                  | New York Inter-Giuliana               | N/A                                                        | N/A                                                             | N/A                |
| 1976 | San Francisco A.C.                   | 1–0                  | New York Inter-Giuliana               | N/A                                                        | N/A                                                             | N/A                |
| 1977 | Maccabi Los Angeles (3)              | 5–1                  | Philadelphia United German-Hungarians | N/A                                                        | N/A                                                             | N/A                |
| 1978 | Maccabi Los Angeles (4)              | 2–0                  | Bridgeport Vasco da Gama              | N/A                                                        | N/A                                                             | N/A                |
| 1979 | Brooklyn Dodgers S.C.                | 2–1                  | Chicago Croatian                      | N/A                                                        | N/A                                                             | N/A                |
| 1980 | New York Pancyprian-Freedoms         | 3–2                  | Maccabi Los Angeles                   | N/A                                                        | N/A                                                             | N/A                |
| 1981 | Maccabi Los Angeles (5)              | 5–1                  | Brooklyn Dodgers S.C.                 | N/A                                                        | N/A                                                             | N/A                |
| 1982 | New York Pancyprian-Freedoms (2)     | 4–3 d.p.             | Maccabi Los Angeles                   | N/A                                                        | N/A                                                             | N/A                |
| 1983 | New York Pancyprian-Freedoms (3)     | 4–3                  | St. Louis Kutis S.C.                  | N/A                                                        | N/A                                                             | N/A                |
| 1984 | New York AO Krete                    | 4–2                  | San Pedro Yugoslavs                   | N/A                                                        | N/A                                                             | N/A                |
| 1985 | San Francisco Greek American         | 2–1                  | St. Louis Kutis S.C.                  | N/A                                                        | N/A                                                             | N/A                |
| 1986 | St. Louis Kutis S.C. (2)             | 1–0                  | San Pedro Yugoslavs                   | N/A                                                        | N/A                                                             | N/A                |
| 1987 | Club España                          | 0–0 (3–2 pen.)       | Seattle Mitre Eagles                  | N/A                                                        | N/A                                                             | N/A                |
| 1988 | St. Louis Busch S.C.                 | 2–1 d.p.             | San Francisco Greek American          | St. Louis Soccer Park                                      | Fenton, Missouri                                                | N/A                |
| 1989 | St. Petersburg Kickers               | 2–1 d.p.             | Greek American AA                     | St. Louis Soccer Park                                      | Fenton, Missouri                                                | N/A                |
| 1990 | A.A.C. Eagles                        | 2–1                  | Brooklyn Italians                     | Kuntz Stadium                                              | Indianapolis                                                    | 3,116              |
| 1991 | Brooklyn Italians (2)                | 1–0                  | Richardson Rockets                    | Brooklyn College                                           | Brooklyn, New York                                              | N/A                |
| 1992 | San Jose Oaks                        | 2–1                  | Bridgeport Vasco da Gama              | Kuntz Stadium                                              | Indianapolis                                                    | 2,500              |
| 1993 | San Francisco CD Mexico              | 5–0                  | Philadelphia United German-Hungarians | Kuntz Stadium                                              | Indianapolis                                                    | N/A                |
| 1994 | San Francisco Greek American (2)     | 3–0                  | Milwaukee Bavarians                   | German-Hungarian Field                                     | Oakford, Pennsylvania                                           | 400                |

##### Era modernă
| An   | Campioni (tot)                    | Score                             | Locul 2                           | Stadion                           | Locația                           | Spectatori                        |
| ---- | --------------------------------- | --------------------------------- | --------------------------------- | --------------------------------- | --------------------------------- | --------------------------------- |
| 1995 | Richmond Kickers                  | 1–1 (4–2 pen.)                    | El Paso Patriots                  | Socorro Sportsplex                | El Paso, Texas                    | 7,378                             |
| 1996 | D.C. United                       | 3–0                               | Rochester Rhinos                  | RFK Stadium                       | Washington, D.C.                  | 7,234                             |
| 1997 | Dallas Burn                       | 0–0 d.p. (5–3 pen.)               | D.C. United                       | Carroll Stadium at IUPUI          | Indianapolis                      | 9,766                             |
| 1998 | Chicago Fire                      | 2–1 d.p.                          | Columbus Crew                     | Soldier Field                     | Chicago                           | 18,615                            |
| 1999 | Rochester Rhinos                  | 2–0                               | Colorado Rapids                   | Crew Stadium                      | Columbus, Ohio                    | 4,555                             |
| 2000 | Chicago Fire (2)                  | 2–1                               | Miami Fusion                      | Soldier Field                     | Chicago                           | 19,146                            |
| 2001 | Los Angeles Galaxy                | 2–1 d.p.                          | New England Revolution            | Titan Stadium                     | Fullerton, California             | 4,195                             |
| 2002 | Columbus Crew                     | 1–0                               | Los Angeles Galaxy                | Crew Stadium                      | Columbus, Ohio                    | 6,054                             |
| 2003 | Chicago Fire (3)                  | 1–0                               | MetroStars                        | Giants Stadium                    | East Rutherford, New Jersey       | 5,183                             |
| 2004 | Kansas City Wizards               | 1–0 d.p.                          | Chicago Fire                      | Arrowhead Stadium                 | Kansas City, Missouri             | 8,819                             |
| 2005 | Los Angeles Galaxy (2)            | 1–0                               | FC Dallas                         | Home Depot Center                 | Carson, California                | 10,000                            |
| 2006 | Chicago Fire (4)                  | 3–1                               | Los Angeles Galaxy                | Toyota Park                       | Bridgeview, Illinois              | 8,185                             |
| 2007 | New England Revolution            | 3–2                               | FC Dallas                         | Pizza Hut Park                    | Frisco, Texas                     | 10,618                            |
| 2008 | D.C. United (2)                   | 2–1                               | Charleston Battery                | RFK Stadium                       | Washington, D.C.                  | 8,212                             |
| 2009 | Seattle Sounders FC               | 2–1                               | D.C. United                       | RFK Stadium                       | Washington, D.C.                  | 17,329                            |
| 2010 | Seattle Sounders FC (2)           | 2–1                               | Columbus Crew                     | Qwest Field                       | Seattle                           | 31,311                            |
| 2011 | Seattle Sounders FC (3)           | 2–0                               | Chicago Fire                      | CenturyLink Field                 | Seattle                           | 35,615                            |
| 2012 | Sporting Kansas City (2)          | 1–1 d.p. (3–2 pen.)               | Seattle Sounders FC               | Livestrong Sporting Park          | Kansas City, Kansas               | 18,863                            |
| 2013 | D.C. United (3)                   | 1–0                               | Real Salt Lake                    | Rio Tinto Stadium                 | Sandy, Utah                       | 17,608                            |
| 2014 | Seattle Sounders FC (4)           | 3–1 d.p.                          | Philadelphia Union                | PPL Park                          | Chester, Pennsylvania             | 15,256                            |
| 2015 | Sporting Kansas City (3)          | 1–1 d.p. (7–6 pen.)               | Philadelphia Union                | PPL Park                          | Chester, Pennsylvania             | 14,463                            |
| 2016 | FC Dallas (2)                     | 4–2                               | New England Revolution            | Toyota Stadium                    | Frisco, Texas                     | 16,612                            |
| 2017 | Sporting Kansas City (4)          | 2–1                               | New York Red Bulls                | Children's Mercy Park             | Kansas City, Kansas               | 21,523                            |
| 2018 | Houston Dynamo                    | 3–0                               | Philadelphia Union                | BBVA Compass Stadium              | Houston, Texas                    | 16,060                            |
| 2019 | Atlanta United FC                 | 2–1                               | Minnesota United FC               | Mercedes-Benz Stadium             | Atlanta, Georgia                  | 35,709                            |
| 2020 | Canceled due to COVID-19 pandemic | Canceled due to COVID-19 pandemic | Canceled due to COVID-19 pandemic | Canceled due to COVID-19 pandemic | Canceled due to COVID-19 pandemic | Canceled due to COVID-19 pandemic |
| 2021 | Canceled due to COVID-19 pandemic | Canceled due to COVID-19 pandemic | Canceled due to COVID-19 pandemic | Canceled due to COVID-19 pandemic | Canceled due to COVID-19 pandemic | Canceled due to COVID-19 pandemic |
| 2022 | Orlando City SC                   | 3–0                               | Sacramento Republic FC            | Exploria Stadium                  | Orlando, Florida                  | 25,527                            |
| 2023 | Houston Dynamo (2)                | 2–1                               | Inter Miami CF                    | DRV PNK Stadium                   | Fort Lauderdale, Florida          | 20,288                            |
| 2024 | Los Angeles FC                    | 3–1 d.p.                          | Sporting Kansas City              | BMO Stadium                       | Los Angeles, California           | 22,214                            |

- ^Note 5 – Campionatul acordat lui Paterson când Scullin nu a reușit să pregătească o echipă pentru reluare, din cauza accidentărilor și a jucătorilor cu contracte de baseball începând cu sezonul de baseball
- ^Note 6 – Înainte de Sezonul de primăvară 1931, Fall River F.C. s-a mutat în New York City și a fuzionat cu New York Soccer Club pentru a deveni New York Yankees. Cu toate acestea, ei au început turneul din 1931 sub numele Fall River și, ca atare, au fost obligați să joace ca Fall River pentru restul acestuia și au câștigat Cupa. Înainte de Sezonul din Toamna 1931, Yankees s-au mutat din nou, de data aceasta înapoi spre nord, la New Bedford, Massachusetts. Au fuzionat cu Fall River F.C. pentru a deveni New Bedford Whalers și au câștigat din nou Cupa în 1932. USSF merită oficial „Fall River F.C”. cu patru campionate în total, iar „New Bedford Whalers” cu unul.
- ^Note 7 – Sf. Louis Soccer League numele echipelor au fost stabilite de sponsorul corporativ al clubului respectiv. Echipa cunoscută sub numele de Hellrungs din 1929 până în 1931 a fost cunoscută și ca Stix, Baer și Fuller F.C. din 1931 până în 1934, St. Louis Central Breweries F.C. din 1934 până în 1935 și St. Louis Shamrocks din 1935 până în 1938. Deoarece schimbarea a fost doar cosmetică și nu au fost făcute relocări sau fuziuni cu cluburi care au rezultat în noi liste, istoria titlului clubului continuă cu schimbările de nume.
- ^Note 8 – Remiză agregată 2–2, Campionatul a fost împărtășit atunci când detaliile pentru un al treilea joc nu au putut fi convenite.
- ^Note 9 – Brooklyn Dodgers S.C. a revenit la numele inițial de Brooklyn Italians înainte de anii 1990 (clubul afirmă că schimbarea a avut loc în 1974, deși mai târziu turneele de la US Open Cup le au înregistrat sub numele Dodgers).

## Câștigători

### Câștigători după numărul de titluri
| Titluri | Echipe |
| ------- | --- |
| 5       | Bethlehem Steel, Maccabi Los Angeles |
| 4       | Chicago Fire, Fall River Marksmen, Greek American AA, Philadelphia Ukrainians |
| 3       | D.C. United, New York Pancyprian-Freedoms, Seattle Sounders FC, Stix, Baer and Fuller F.C. |
| 2       | Brooklyn Hispano, Brooklyn Italians, Elizabeth S.C., Greek-American A.C., Harmarville Hurricanes, Los Angeles Galaxy, Los Angeles Kickers, New York Americans, Sporting Kansas City, St. Louis Kutis, St. Louis Simpkins-Ford, Sparta |
| 1       | Baltimore, Ben Millers, Brookhattan, Brooklyn Field Club, Brooklyn St. Mary's Celtic, Chicago Viking, Columbus Crew, FC Dallas, Eagles, Eintracht, España, Falcons, Fall River Rovers, Gallatin, German Hungarian S.C., Krete, Hota, McIlvaine Canvasbacks, C.D. Mexico, Morgan-Strasser, New Bedford Whalers, New England Revolution, New York Hakoah, New York Hungaria, New York Nationals, New York Ukrainians, Paterson F.C., Pawtucket, Ponta Delgada, Richmond Kickers, Robins Dry Dock, Rochester Rhinos, St. Louis Busch Seniors, Uhrik Truckers, San Francisco I.A.C., San Jose Oaks, St. Louis Scullin Steel, St. Petersburg Kickers, Shawsheen Indians |

### Câștigători după stat
| Stat             | Titluri | Echipe |
| ---------------- | ------- | --- |
| New York         | 26      | Greek American AA (4), New York Pancyprian-Freedoms (3), Brooklyn Hispano (2), Brooklyn Italians (2), New York Americans (2), Brookhattan, Brooklyn Field Club, Brooklyn St. Mary's Celtic, Eintracht, German Hungarian S.C., Krete, Hota, New York Hakoah, New York Hungaria, New York Nationals, New York Ukrainians, Robins Dry Dock, Rochester Rhinos |
| California       | 15      | Maccabi Los Angeles (5), Greek-American A.C. (2), Los Angeles Galaxy (2), Los Angeles Kickers (2), McIlvaine Canvasbacks, C.D. Mexico, San Francisco I.A.C., San Jose Oaks |
| Pennsylvania     | 14      | Bethlehem Steel (5), Philadelphia Ukrainians (4), Harmarville Hurricanes (2), Gallatin, Morgan-Strasser, Uhrik Truckers |
| Missouri         | 12      | Stix, Baer and Fuller (3), St. Louis Kutis (2), St. Louis Simpkins-Ford (2), Ben Millers, St. Louis Busch Seniors, Kansas City Wizards, St. Louis Scullin Steel |
| Illinois         | 9       | Chicago Fire (4), Sparta (2), Chicago Viking, Eagles, Falcons |
| Massachusetts    | 9       | Fall River Marksmen (4), Fall River Rovers, New Bedford Whalers, New England Revolution, Ponta Delgada, Shawsheen Indians |
| Washington, D.C. | 4       | D.C. United (3), España |
| New Jersey       | 3       | Elizabeth S.C. (2), Paterson F.C. |
| Washington       | 3       | Seattle Sounders FC (3) |
| Kansas           | 1       | Sporting Kansas City, |
| Rhode Island     | 1       | Pawtucket |
| Maryland         | 1       | Baltimore |
| Ohio             | 1       | Columbus Crew |
| Texas            | 1       | FC Dallas |
| Florida          | 1       | St. Petersburg Kickers |
| Virginia         | 1       | Richmond Kickers |

1. 1 2  Clubul, cunoscut acum sub numele de Sporting Kansas City, avea sediul în Kansas City, Missouri când a câștigat primul său titlu de US Open Cup în 2004. Clubul nu s-a mutat în actuala sa casă, Kansas City, Kansas până în 2007.

### Câștigători din MLS
| Poziție | Echipa                 | Trofee | Finale pierdute | Anii câștigători       | Anii finalelor |
| ------- | ---------------------- | ------ | --------------- | ---------------------- | -------------- |
| 1       | Chicago Fire           | 4      | 2               | 1998, 2000, 2003, 2006 | 2004, 2011     |
| 2       | D.C. United            | 3      | 2               | 1996, 2008, 2013       | 1997, 2009     |
| 3       | Seattle Sounders FC    | 3      | 1               | 2009, 2010, 2011       | 2012           |
| 4       | Los Angeles Galaxy     | 2      | 2               | 2001, 2005             | 2002, 2006     |
| 5       | Sporting Kansas City   | 2      | 0               | 2004, 2012             |                |
| 6       | Columbus Crew          | 1      | 2               | 2002                   | 1998, 2010     |
| 6       | FC Dallas              | 1      | 2               | 1997                   | 2005, 2007     |
| 8       | New England Revolution | 1      | 1               | 2007                   | 2001           |
| 9       | Real Salt Lake         | 0      | 1               |                        | 2013           |
| 9       | Colorado Rapids        | 0      | 1               |                        | 1999           |
| 9       | New York Red Bulls     | 0      | 1               |                        | 2003           |
| 9       | Miami Fusion F.C.      | 0      | 1               |                        | 2000           |

1. ↑  „Allaway, Roger West Hudson: A Cradle of American Soccer”. Arhivat din originalul de la 25 mai 2009. Accesat în 4 iunie 2011.
2. ↑  „Allaway, Roger West Hudson: A Cradle of American Soccer”. Arhivat din original la 25 mai 2009. Accesat în 4 iunie 2011.
3. ↑  „2020 Lamar Hunt U.S. Open Cup Cancelled Due to COVID-19” (Press release). United States Soccer Federation. 17 august 2020. Accesat în 17 august 2020.
4. ↑  „Schedule Announced for Next Edition of Lamar Hunt U.S. Open Cup in 2022” (Press release). United States Soccer Federation. 20 iulie 2021. Accesat în 10 decembrie 2021.